# Wendell (Massachusetts)
Pour les articles homonymes, voir Wendell.
Wendell est une ville du Comté de Franklin dans l’État du Massachusetts.
Elle a été incorporée en 1781.
Sa population était de 924 habitants en 2020.